# إسحاق هوبكينز
إسحاق هوبكينز (بالإنجليزية: Isaac Hopkins)‏ (9 نوفمبر 1870 بملبورن في أستراليا - 25 أكتوبر 1913) هو لاعب كريكت أسترالي. لعب مع فريق فكتوريا للكريكت.

## وصلات خارجية
- إسحاق هوبكينز على موقع إي آس بي آن كريك إنفو (الإنجليزية)